# Гайтерское сельское поселение
Гайтерское се́льское поселе́ние — муниципальное образование в Комсомольском районе Хабаровского края Российской Федерации. 
Образовано в 2004 году.
Административный центр — село Гайтер.

## Население
| 2010  | 2011  | 2012  | 2013  | 2014  | 2015  | 2016  |
| ----- | ----- | ----- | ----- | ----- | ----- | ----- |
| 2249  | ↗2267 | ↗2349 | ↘2276 | ↘2242 | ↘2163 | ↘2054 |
| 2017  | 2018  | 2019  | 2020  | 2021  |       |       |
| ↘1987 | ↘1865 | ↘1831 | ↘1812 | ↘626  |       |       |

## Населённые пункты
В состав поселения входят 2 населённых пункта:
| № | Населённый пункт | Тип             | Население |
| - | ---------------- | --------------- | --------- |
| 1 | Гайтер           | посёлок станции | ↗41       |
| 2 | Гайтер           | село            | ↘585      |